# كاناكو موموتا
كاناكو موموتا (باليابانية:田 夏 菜子 菜子, ولدت في 12 يوليو 1994) هي مغنية يابانية وهي تعرف بأنها قائدة فرقة الفتيات اليابانية مومويرو كلوفر زد. حصلت موموتا على المرتبة 12 كالأيدول اليابانية الشهيرة لسنة 2013. 

## الأعمال

### ظهور في الأفلام
- Shirome (シロメ؟) (シロメ؟) (2010)[2]
- Ninifuni (NINIFUNI؟) (NINIFUNI؟) (2012)[3]
- Spotlight (SPOTLIGHT؟) (SPOTLIGHT؟) (short, 2012)[4]
- Maku ga Agaru (幕が上がる؟) (幕が上がる؟) (2015)[5]

### التلفاز
- Beppin san (べっぴんさん؟) (べっぴんさん؟) (2016)

### البرامج
- Shokora Aisareru Onna — Kirawareru Onna Grand Prix (ショコラ〜愛される女 嫌われる女グランプリ؟) (ショコラ〜愛される女 嫌われる女グランプリ؟) (2009, NTV)[6]
- Meringue no Kimochi (メレンゲの気持ち؟) (メレンゲの気持ち؟) (April 2012 — September 2013, NTV) — subhost

### أخرى
- Momodora (ももドラ momo+dra؟) (ももドラ momo+dra؟) (5 حلقات، صدرت في 2011, ثم أصدرت على دي في دي وبلوراي في 2012) [7][8]

## وصلات خارجية
- Kanako Momota's official Stardust profile
- Momoiro Clover Z profile
- كاناكو موموتا على موقع IMDb (الإنجليزية)
- كاناكو موموتا على موقع ميوزك برينز (الإنجليزية)
- كاناكو موموتا على موقع ديسكوغز (الإنجليزية)
- كاناكو موموتا على موقع قاعدة بيانات الفيلم (الإنجليزية)